# Anàlisi retrosintètica
L'anàlisi retrosintètica o retrosíntesi és una tècnica química per a dissenyar síntesis orgàniques. Això s'aconsegueix transformant mentalment la molècula objectiu en seqüència d'estructures precursores cada vegada més senzilles, fins a arribar a aquelles que siguin assequibles comercialment o simples. Aquesta tècnica la va desenvolupar el Premi Nobel de Química E.J. Corey.
L'objectiu d'una anàlisi retrosintètica és la simplificació estructural.
Sovint, una síntesi tindrà més d'una possible ruta sintètica, per tant aquesta tècnica serà adequada per a descobrir diferents alternatives de síntesi i comparar-les seguint criteris de senzillesa i lògica.

## Definicions

### Desconnexió
És un procés mental, imaginari on es trenquen enllaços d'una forma lògica donant lloc a fragments o sintons. Una desconnexió es pot considerar lògica si:
1. Hi ha un mecanisme de "reconnexió" raonable.
2. Condueix a fragments relativament estables.
3. Representa la major simplificació possible.

#### Transformada
Exactament el contrari d'una reacció; expressar els materials de partida d'un producte.
Reacció: A{\displaystyle \rightarrow }B
Transformada: B{\displaystyle \Rightarrow }A
La fletxa {\displaystyle \Rightarrow } equivaldria a l'expressió: "Prové de".

#### Sintón
Fragment, idealitzat, de la molècula. El compost orgànic (o reactiu) equivalent al sintó sería el seu equivalent sintàtic.

#### Retró
És l'element estructural necessari per poder portar a terme una certa transformada (o desconnexió).

#### Arbre retrosintètic
RÉs la representació gràfica en forma d'arbre de diverses de les possibles rutes retrosintètiques.

#### Molècula objectiu
És el compost final desitjat.

## Exemple
En aquest exemple i a diversos dels conceptes definits: 

1: Molècula objectiu; 2: Sintons; 3: Equivalents sintètics.
En l'exemple de retrosíntesi de l'acid fenilacètic (1), dos sintons són identificats per a la desconnexió (C-C) i transformada (SN2) plantejades: el sintó nucleòfil "-COOH" i l'electròfil "PhCH₂+". Ambdós sintons són estructures imaginàries. Els seus corresponents equivalents sintètics són els que realitzaran la reacció per a produir el producte desitjat. En aquest exemple, l'anió cianur és l'equivalent sintètic per al sintó carboxil, mentre que el bromur de bencil o seria per al sintó bencil.
En el sentit sintètic tindriem:
1. PhCH₂Br + NaCN → PhCH₂CN + NaBr
2. PhCH₂CN + 2 H₂O → PhCH₂COOH + NH₃

En la primera etapa tenim una substitució nucleòfila i en la següent la hidròlisi del grup ciano.